# Kazimiera Wilk
Kazimiera Anna Wilk (ur. 1952) – polska chemik, profesor nauk chemicznych, inżynier, profesor zwyczajny Politechniki Wrocławskiej, specjalności naukowe: chemia koloidów, nanomateriały.

## Życiorys
W 1991 na Wydziale Chemicznym Politechniki Wrocławskiej na podstawie rozprawy pt. Reakcje eliminacji w układach micelarnych uzyskała stopień doktora habilitowanego nauk chemicznych ze specjalnością chemia organiczna. W 2001 nadano jej tytuł profesora nauk chemicznych.
Została profesorem zwyczajnym Politechniki Wrocławskiej na Wydziale Chemicznym w Zakładzie Technologii Organicznej i Farmaceutycznej oraz kierownikiem tego zakładu. Weszła w skład Centralnej Komisji do Spraw Stopni i Tytułów (Sekcja V – Nauk Matematycznych, Fizycznych, Chemicznych i Nauk o Ziemi). Była też członkiem Rady Naukowej Instytutu Katalizy i Fizykochemii Powierzchni im. Jerzego Habera PAN.
W 2019 została członkiem Rady Doskonałości Naukowej I kadencji w dyscyplinie inżynieria chemiczna. W 2022 została odznaczona Krzyżem Kawalerskim Orderu Odrodzenia Polski.